# فخار موكياني

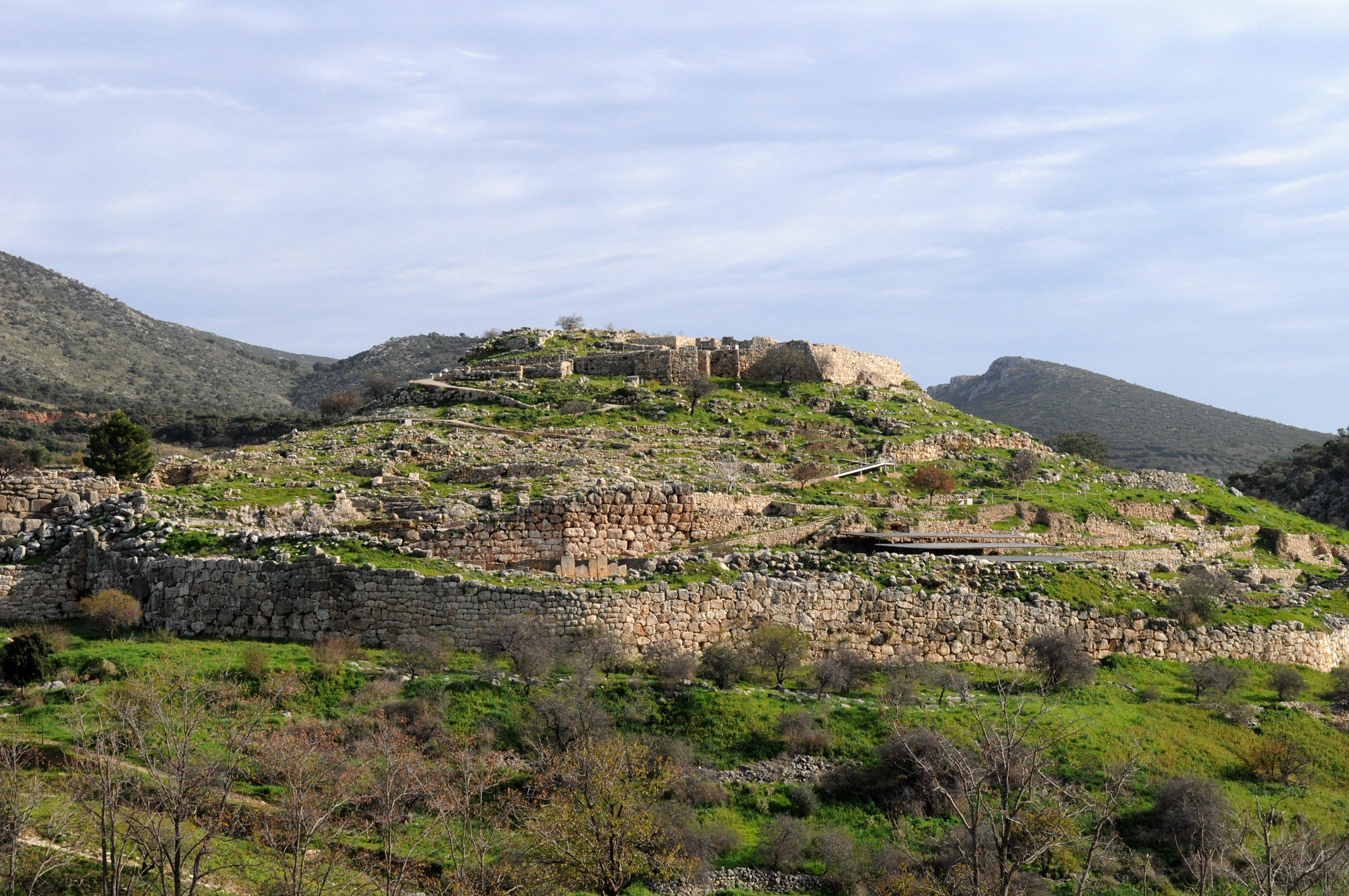

الفخار الموكياني هو عبارة عن مجموعة من خزف الطين النضيج والأساليب الخزفية التي نشأت أو صنعت أو استخدمت بكثرة من قبل الحضارة الموكيانية في التاريخ اليوناني وما قبل التاريخ. كلمة «الموكيانية» عبارة عن اسم ثقافي أكثر منه أثري. كانت الكلمة في الأصل عبارة عن مصطلح جديد لهاينريش شليمان، وهو عالم آثار من القرن التاسع عشر، عمل على التنقيب في موكناي، الموقع الجغرافي في شمال شرق بيلوبونيز. آمن شليمان بواقعية أول عمل معروف للأدب الأوربي الإلياذة، ولذلك فقد ربط الأسماء الجغرافية والثقافية لهذا العمل باكتشافاته الأثرية. وهكذا، أصبحت القلعة في موكناي عاصمة ومقرًا للملك الأعلى للأخيليين المعروف باسم أغاممنون، الذي ساد على جميع ملوك هيلاس أو اليونان. لم تكن لغة هذه الثقافة معروفة في ذلك الوقت، لكنه تنبأ نبويًا بأنها ستكون اللغة اليونانية، وهذا ما أُثبت أخيرًا بعد فترة طويلة من وفاته.
استمرت وجهة نظر شليمان العامة من خلال علماء الآثار الذين جاؤوا بعده، فهم لم يجدوا أي تناقضات كبيرة معه في علم آثار العصر البرونزي المتأخر في اليونان. كانت هناك ثقافة بعد التوحيد في جميع أنحاء البر الرئيسي لليونان، تتميز بالقصور والملوك، مثل أغاممنون الذي ارتبط بها، وهكذا فقد ساد اسم «الموكيانية»، وبالتالي فإن التعريف ليس تعريفًا ضيقًا ولا حتى أثريًا. ليس من الضروري أن يكون الموكيانيون قد ابتكروا أسلوبًا يُعتبر موكيانيًا، ولا حتى صنعوا الأواني الموكيانية. انتشرت الأساليب في جميع أنحاء المنطقة الشرقية، وإلى حد ما في المنطقة الغربية، البحر الأبيض المتوسط. صنع الناس الذين لم يكونوا من الناطقين باليونانية، الفخار الموكياني. «الموكيانية» هو مصطلح شامل يغطي القطع الأثرية المستخدمة على نطاق واسع ولكن ليس حصريًا من قبل الإغريق في العصر البرونزي المتأخر.

## علم الآثار والفخار الموكياني

### التعاريف

#### الرمز الأثري
رُفض مصطلح «الموكيانية» من أجل مصفوفة من الأسماء الأثرية المختصرة، التي ترقى إلى رمز علم الآثار. جرى توحيد هذا الرمز من قبل الاتفاقيات الأثرية المختلفة. الاسم الأثري هو الاسم الذي يُطلق على طبقة (أو طبقات) في موقع يجري التنقيب فيه بشكل احترافي. يعتمد علم الآثار على حقيقة أن الطبقات من أنواع التربة المختلفة والمحتويات تتراكم بمرور الزمن، ويمكن أن توفر معلومات عن الأزمنة المختلفة. عادة ما يحدد الاسم الأثري الموقع والموضع النسبي للطبقة. توفر المعرفة المحددة مسبقًا للطبقة معلومات حول الوقت والظروف الأخرى للقطع الأثرية الموجودة داخلها. يُعتبر الفخار تشخيصًا جيدًا بشكل خاص للفترة الزمنية عند وجوده داخل الطبقة، ولكنه رغم ذلك ليس مثاليًا أو مؤكدًا.
بدأت عادة تسمية الطبقات في حفريات هاينريش شليمان في طروادة. حدد شليمان المدن التي أُقيمت فوق بعضها البعض: الأولى، الثانية، إلخ...وذلك بدءًا من أسفل الركام. اتبع آرثر إيفانز، وهو منقب في كنوسوس وصديق لشليمان، هذه العادة في كنوسوس. في جميع الأحوال، لقد توقع أن تتكرر الطبقات هناك على الأرجح في مكان آخر، فقد فضل اسم «مينوان» (اختصارًا إم) على كنوسوس، إذ اعتقد أن أحد ملوك كريت الكبار الذين حكموا من كنوسوس كان الملك الأسطوري مينوس. اختار أيضًا اسم مينوان كاسم للحضارة.